# Sint-Rochuskapel (Deursen)
De Sint-Rochuskapel is een rooms-katholieke kapel in de Nederlandse plaats Deursen. De kapel is gewijd aan pestheilige Rochus van Montpellier.
De kapel is gebouwd van baksteen en heeft een achtkantig grondvlak en een achtkantig dak. Boven op het dak staat een kleine dakruiter die voorzien is van een spits. In de zijgevel zijn rondboogvensters aangebracht. Boven de entree is de tekst aangebracht: Degenen die geslagen worden door de pest en den bijstand van Rochus aanroepen zullen gezondheid verwerven, verwijzend naar de pest waar Rochus van Montpellier patroon van is.
In de kapel is een barokke altaar aanwezig, voorzien van een retabel met een schilderij van Rochus. De lindenhouten retabel is gemaakt door Petrus Verhoeven, die er relikwieën van Rochus van Montpellier en Antonius van Egypte in verwerkt heeft. Tevens staat in de kapel twee houten beelden: een van Antonius van Egypte, eveneens gemaakt door Petrus Verhoeven en een van Rochus van Montpellier, gemaakt door Jean Geelen. De oprichter van de kapel, J.A. van den Broeck, heeft in de kapel een grafzerk.
Er is lange tijd een processietocht gehouden in Deursen en Dennenburg op de feestdag van Rochus, 16 augustus. De kapel is in 1965 aangewezen als rijksmonument